# Eugoa tropicalis
Eugoa tropicalis är en fjärilsart som beskrevs av Holland 1893. Eugoa tropicalis ingår i släktet Eugoa och familjen björnspinnare. Inga underarter finns listade i Catalogue of Life.